# Ernst Gustaf Reinhold Nauckhoff
Ernst Gustaf „Gösta“ Reinhold Nauckhoff (* 3. Januar 1847 in Enköpings-Näs, Uppland; † 31. März 1919 in Grödinge, Södermanland) war ein schwedischer Mineraloge und Sprengstofftechniker, der maßgeblich zur Entwicklung der schwedischen Bergbau- und Sprengstoffindustrie beitrug.

## Familie
Die Familie Nauckhoff, ursprünglich estländischer Adel, wurde am 17. Dezember 1777 naturalisiert und 1778 unter der Nummer 2120 in das schwedische Adelsregister eingeführt. Gösta Nauckhoff gehörte diesem Adelsgeschlecht an, das über Generationen hinweg eine bedeutende Rolle in verschiedenen Bereichen der schwedischen Gesellschaft spielte. Nauckhoff war der Vater von Sigurd Nauckhoff (1879–1954) und der Großvater von Rolf von Nauckhoff und Sigurt von Nauckhoff. Rolf von Nauckhoff wurde in Deutschland ein bekannter Schauspieler und wirkte in zahlreichen Film- und Fernsehproduktionen mit. Sigurt von Nauckhoff war ebenfalls in verschiedenen Bereichen aktiv.

## Leben

### Ausbildung und wissenschaftliche Arbeit
Nauckhoff promovierte 1874 zum Doktor der Philosophie und wurde Privatdozent für Mineralogie und Geologie an der Universität Uppsala. Seine wissenschaftliche Laufbahn war geprägt von seiner Teilnahme an bedeutenden Expeditionen, insbesondere der schwedischen Spitzbergen-Expedition von 1868 unter der Leitung von Adolf Erik Nordenskiöld, bei der er als Mineraloge tätig war. Diese Expedition trug wesentlich zur Erforschung der arktischen Region und ihrer mineralogischen Ressourcen bei.

### Industriearbeit und Verbindung zu Alfred Nobel
Nach seiner akademischen Laufbahn arbeitete Nauckhoff für das Grängesbergsbolaget, eine der führenden Bergbaugesellschaften in Schweden. Dort war er zunächst als Bergbauingenieur tätig, bevor er von 1893 bis 1914 die Leitung der Sprengstofffabrik AB Expressdynamit in Grängesberg übernahm.
In dieser Position stand Nauckhoff in enger Verbindung zu den Entwicklungen von Alfred Nobel, dem Erfinder des Dynamits, dessen bahnbrechende Erfindung die Sprengstofftechnologie revolutionierte. Nauckhoff war maßgeblich daran beteiligt, Nobels Sprengstofftechnik in der schwedischen Bergbauindustrie zu etablieren. Die Einführung von Dynamit, das sicherer und effektiver als frühere Sprengstoffe war, führte zu erheblichen Fortschritten in der Effizienz und Sicherheit des Bergbaus.
Seine Arbeit in der AB Expressdynamit trug dazu bei, die Dynamit-Technologie weiterzuentwickeln und ihre Anwendungen in der schwedischen Bergbauindustrie zu fördern. Durch die enge Zusammenarbeit mit Alfred Nobel spielte Nauckhoff eine entscheidende Rolle bei der Implementierung dieser Innovationen, die nicht nur in Schweden, sondern weltweit die Industrie veränderten.

### Spätere Jahre und wissenschaftliche Tätigkeit
Nach 1914 zog sich Nauckhoff aus der Industrie zurück und widmete sich erneut der Wissenschaft. Er arbeitete an der mineralogischen Abteilung des Reichsmuseums, wo er bei der Katalogisierung und Organisation der Mineraliensammlungen mitwirkte. Diese Arbeit ermöglichte es ihm, seine wissenschaftliche Karriere wiederaufzunehmen und zur Entwicklung der schwedischen Mineralogie beizutragen.
Gösta Nauckhoff wurde in der Enköpings-Näs-Kirche beigesetzt, wo er seine letzte Ruhe fand.